# Ellopidia
Ellopidia es un género de insecto coleóptero de la familia Chrysomelidae.

## Especies
Está compuesto por las siguientes especies:
- Ellopidia amplipennis (Lea, 1925)
- Ellopidia lata (Lea, 1925)
- Ellopidia pedestris (Erichson, 1842)
- Ellopidia sloanei (Blackburn, 1888)